# 톰과 제리 키즈 쇼
《톰과 제리 키즈 쇼》(Tom and Jerry Kids Show) Turner Entertainment와 Hanna Barbera Productions이 제작하고 1990-1993년에 방영된 미국의 코믹 애니메이션이다.

## 개요
1940년대/1950년대의 고전 Tom & Jerry 만화의 업데이트 버전이다. 이 만화에 나오는 '아이들'은 부모보다 훨씬 덜 폭력적이지만 여전히 서로와 주변의 모든 사람에게 많은 문제를 일으킬 방법을 찾는다. 이 쇼에는 아이들과 함께 Droopy 및 Spike와 같은 다른 Tex Avery 캐릭터도 등장한다.

## 출연진
- 프랭크 웰커 - 톰, 제리, 우르포
- 윌리엄 캘러웨이 - 슬로포크 안토니오
- 테레사 간젤 - 미스 바붐
- 딕 고티에 - 스파이크
- 패트릭 짐머만 - 야견
- 필 하트만 - 칼 칼라부스
- 패트릭 프레일리 - 카일
- 제인 위들린 - 재니, The Vermin의 메인 보컬
- 카트 수시에 - 슈 가벨
- 짐 커밍스 - 아래턱 맹글러
- 소렐 북 - 레슬링 아나운서
- 샐리 스트러더스 - 제리의 어머니
- 브래드 가렛 - 부치
- 트레스 맥네일 - 클레오
- 데이비드 랜더 - 버니
- 토니 제이 - 내레이터
- 팀 커리 - 노팅엄 보안관
- 키미 로버트슨 - 메이드 생쥐
- 파멜라 헤이든 - 톰의 주인
- 캐시 가버 - 텀메이드
- 준 포레이 - 마녀
- 에이프릴 윈첼 - 인어
- 낸시 카트라이트 - 메리 루
- 다나 힐 - 퍼시, 팀
- 수잔 실로 - 치노의 어머니
- 마리 데번 - 거대한 암탉
- 브라이언 커밍스 - 거대한, 피도
- 대니 쿡시 - 노래하는 하프
- 롭 폴센 - 여관주인
- 찰스 넬슨 라일리 - 스카우트마스터
- 제니퍼 달링 - 마우스 스카우트 #2
- 마크 해밀 - 레지날드
- 에디 맥클러그 - 톰의 주인 (시즌 2)
- 찰리 애들러 - Lightning Bolt the Super Squirrel, Dripple
- 척 맥캔 - 베이비 밴디트의 부하
- 비비 오스터발트 - 테라 붐 붐
- 수잔 블루 - 스누플 이모
- BJ 워드 - 정부
- 자넷 왈도 - 와일드 마우스의 어머니
- 패트리샤 패리스 - 반 업샷
- 마이클 벨 - 로크포르, 딩게 이터
- 게리 오웬스 - 내레이터

## 서진통상 톰과 제리 1부
톰과 제리 1부 제1편

줄거리
- 달리는 피도
- 드루피와 금광
- 톰을 조심해
- 장난감 소동
- 드루피의 피자 가게
- 불청객 클라이드

톰과 제리 1부 제2편

줄거리
- 아기공룡 친구
- 드루피와 드리피
- 톰, 모델이 되다
- 배트 마우스
- 우리는 친구
- 우주에서 온 손님

톰과 제리 1부 제3편

줄거리
- 지구를 떠나고 싶어
- 에어로빅 체육관
- 마우스 스카웃
- 사랑에 빠진 톰
- 아빠는 아들을 사랑해
- 천하무적 몰마우스

톰과 제리 1부 제4편

줄거리
- 우주의 침입자
- 명가수 드루피
- 해변의 무법자
- 레슬링은 싫어
- 할머니의 생일
- 용감한 기사

톰과 제리 1부 제5편

줄거리
- 순진한 클라이드
- 드루피오와 줄리엣
- 오락실의 결투
- 아기 콘돌
- 보물찾기
- 고양이 선발대회

톰과 제리 1부 제6편

줄거리
- 신나는 눈싸움
- 푸들인형의 비밀
- 밀림의 왕자 제리
- 우주 강아지들
- 맥울프의 탈옥
- 자동차 경주

## 서진통상 톰과 제리 2부
톰과 제리 2부 제1편

줄거리
- 서커스 광대
- 아라비안 나이트
- 이상해진 친구
- 쥐잡기 운동
- 드루피의 놀이동산
- 허풍쟁이 사업가
- 제리의 엄마

톰과 제리 2부 제2편

줄거리
- 마귀 할멈
- 무대 소동
- 불쌍한 아기고양이
- 드루피의 공연
- 해적 고양이
- 유령 조종사
- 고양이 훈련

톰과 제리 2부 제3편

줄거리
- 슈퍼 다람쥐
- 놓칠수 없는 쥐
- 상상의 소년 유포
- 드루피의 체조 해변
- 깜짝 생일파티
- 과학자 맥울프
- 클레오켓트라

톰과 제리 2부 제4편

줄거리
- 생쥐친구
- 아마데마우스
- 돌아온 유포
- 유령 드루피
- 캘리포니아 495 교도소
- 포악한 쥐
- 돌아온 뚱보

톰과 제리 2부 제5편

줄거리
- 술래잡기 놀이
- 고기잡이 펭귄 퍼키
- 착한 기사 드루피
- 골칫덩이
- 조리토
- 친한 단짝
- 제리후드와 친구들

톰과 제리 2부 제6편

줄거리
- 느림보 안토니오
- 거리 위의 타이크
- 터미네이터 드루피
- 곤히 자는 드루피
- 거짓말장이 고양이
- 몰아내기 소동
- 포악한 외국군대

## 서진통상 톰과 제리 3부
톰과 제리 3부 제1편 [톰과 아기바구니] 편

줄거리
- 톰과 아기바구니
- 배고픈 드라큐라
- 아빠는 낚시를 좋아해
- 말썽꾸러기 사촌
- 007 드루피
- 내 사랑 얼룩말
- 도시의 폭주족

톰과 제리 3부 제2편 [제리와 인어공주] 편

줄거리
- 신병훈련소에서 생긴일
- 비행 공포증
- 톨리버 트위스트
- 얄미운 이웃
- 드루피의 우편마차
- 제리와 인어공주
- 아빠와 자전거

톰과 제리 3부 제3편 [나홀로 집에] 편

줄거리
- 오토바이 갱단
- 밀림의 왕자 타잔
- 용감한 아빠
- 나홀로 집에
- 우주대장 드루피
- 톰 저승에 가다
- 멍청한 코뿔소

톰과 제리 3부 제4편 [마법의 요술램프] 편

줄거리
- 인디언 용사 톰
- 드루피의 정글탐험
- 바베큐 파티
- 터미네이터 파출부
- 위대한 피아니스트
- 마법의 요술램프
- 야생쥐와 보안관

톰과 제리 3부 제5편 [닌자 보디가드] 편

줄거리
- 마녀의 성
- 핑크빛 자동차
- 드루피의 세차장
- 닌자 보디가드
- 스키 강습
- 골프장의 땅다람쥐
- 아빠는 경비원

톰과 제리 3부 제6편 [제리와 콩나무] 편

줄거리
- 재난을 부르는 고양이
- 불뿜는 공룡
- 진짜 제리를 찾아라
- 드루피 콜럼버스
- 제리와 콩나무
- 개미군단의 공격
- 이상한 오케스트라

## 서진통상 톰과 제리 4부
톰과 제리 4부 제1편 [박물관의 유령] 편

줄거리
- 스턴트맨 톰
- 카우보이 투우사
- 박물관의 유령들
- 알프스 특공대
- 미치광이 사냥꾼
- 위대한 열차강도
- 피노키늪의 보물상자

톰과 제리 4부 제2편 [써커스 대소동] 편

줄거리
- 내동생은 겁쟁이
- 명판사 드루피
- 투명인간 제리
- 변화구를 노려라
- 서커스 대소동
- 은하대왕 맥울프
- 사냥꾼의 최후

톰과 제리 4부 제3편 [특급비밀지령] 편

줄거리
- 쥐를 잡아드립니다
- 양들의 재판
- 특급 비밀 지령
- 멋진 남자가 되고싶어
- 톰의 생일케이크
- 역마차 강도와 산적
- 꼬마제비의 위기

톰과 제리 4부 제4편 [톰과제리의 우주전쟁] 편

줄거리
- 볼링장 대소동
- 현상붙은 공룡
- 톰과제리의 우주전쟁
- 눈썰매 경주
- 슈퍼다람쥐 번개돌이
- 써커스의 스타
- 석양의 카우보이

톰과 제리 4부 제5편 [제리와 야수] 편

줄거리
- 일급 소방관 스파키
- 악마의 제국
- 탈출은 힘들어
- 제리와 야수
- 사이보그 군단
- 보이스카웃 삼총사
- 노래하는 카우보이
- 마라톤 대회